# Androscoggin Railroad
Die Androscoggin Railroad ist eine ehemalige Eisenbahngesellschaft in Maine (Vereinigte Staaten). Sie bestand als eigenständige Gesellschaft von 1848 bis 1911.

## Geschichte
Die Gesellschaft wurde am 10. August 1848 gegründet und baute eine Eisenbahnstrecke von Brunswick nach Farmington sowie eine 7,7 Kilometer lange Zweigstrecke nach Lewiston. 1861 war das Netz fertiggestellt. Der Abschnitt Leeds Junction–Farmington war zunächst in der Spurweite von 1676 Millimetern gebaut worden, wurde jedoch 1861 auf Normalspur umgespurt.
Die geplante Verlängerung von Lewiston nach Mechanic Falls (etwa 16 Kilometer) wurde nicht gebaut, da die Androscoggin Railroad zunehmend in Finanznöte geraten war. Per Zwangsvollstreckung wurde 1865 der Abschnitt Leeds Junction–Farmington als Leeds and Farmington Railroad ausgelagert, durfte jedoch ab dem 1. Dezember 1865 geleast werden. Die Androscoggin Railroad führte den Betrieb auf dieser Strecke ohnehin weiter.
Am 29. Juni 1871 wurde die Gesellschaft von der Maine Central Railroad gepachtet und am 19. August 1911 endgültig aufgekauft. Heute wird nur noch die Strecke Brunswick–Lewiston Lower und der Abschnitt Leeds Junction–Livermore Falls von den Pan Am Railways betrieben.